# Private Line
«Private Line» — финская рок-группа. Основана в середине девяностых Самми и Элиазом. Группа играет хард-рок с примесью глэма и панка. Значительное влияние на творчество музыкантов оказали такие рок-группы 80-х, как Motley Crue и Hanoi Rocks.

## Состав
- Самми Аалтонен — вокал
- Джек Смэк — гитара, бэк-вокал
- Спит — бас-гитара
- Илари Хейняахо — гитара
- Элиаз — ударные

## Дискография

### Альбомы
- 21st Century Pirates (2004)
- Evel Knievel Factor (2006)
- Dead Decade (julkaisu 17.8.2011)

### EP
- Smooth Motions (1998)
- Promo´99 (1999)
- Six Songs of Hellcity Trendkill (2002)

### Синглы
- Forever and a Day (2004)
- 1-800-Out-of-Nowhere (2004)
- Already Dead (2004)
- Broken Promised Land (2006)
- Sound Advice (2007)
- Dead Decade (2011)

### Видеоклипы
- «Forever and a Day» (2004)
- «1-800-Out-of-Nowhere» (2004)
- «Broken Promised Land» (2006)
- «Sound Advice» (2007)
- «Dead Decade» (2011)
- «Deathroll Casino» (2012)